# Edonok
Az edonok (vagy hedónész, hedónói) ókori trák néptörzs, amely a Strymon és a Nestus folyók közé eső területen lakott. II. Philipposz király uralkodásától fogva Makedőniához tartoztak. Nevük sok esetben a trák név helyett volt használatos, például Horatiusnál, aki olyan embereknek tünteti fel őket, akik Bacchus isten iránti tiszteletüket féktelen orgiákkal fejezik ki. Említi őket Hérodotosz és Thuküdidész is.